# Norbert Raba
Norbert Łukasz Raba (ur. 21 kwietnia 1973 w Strzelinie) – polski polityk, samorządowiec, z wykształcenia politolog, poseł na Sejm VI kadencji.

## Życiorys
Ukończył studia z politologii na Wydziale Nauk Społecznych Uniwersytetu Wrocławskiego. Pracował m.in. jako dyrektor wydziału kultury w urzędzie marszałkowskim i w prywatnym przedsiębiorstwie. W wyborach samorządowych w 1998 bezskutecznie ubiegał się o mandat radnego Strzelina z listy Akcji Wyborczej Solidarność. W latach 2006–2007 pełnił funkcję radnego powiatu i starosty strzelińskiego.
W wyborach parlamentarnych w 2007 uzyskał mandat poselski z listy Platformy Obywatelskiej, otrzymując w okręgu wrocławskim 4306 głosów. W wyborach w 2011 bezskutecznie ubiegał się o reelekcję. W 2012 ponownie wybrany na urząd starosty strzelińskiego, pełnił tę funkcję do końca IV kadencji. W 2014 uzyskał mandat radnego powiatu V kadencji. Do rady powiatu został również wybrany w 2024, obejmując funkcję jej przewodniczącego.